# Saint-Jurs
Saint-Jurs ist eine französische Gemeinde mit 137 Einwohnern (Stand 1. Januar 2022) im Département Alpes-de-Haute-Provence in der Region Provence-Alpes-Côte d’Azur. Sie gehört zum Kanton Riez im Arrondissement Digne-les-Bains.

## Geographie
Der Dorfkern befindet sich auf 925 m. Mehr als 1000 Hektar der Gemeindegemarkung sind bewaldet. An der südöstlichen Gemeindegrenze verläuft der Fluss Colostre, sein Zufluss Auvestre entspringt hier und durchquert das Gebiet. Die angrenzenden Gemeinden sind Estoublon im Norden, Majastres im Osten, Moustiers-Sainte-Marie im Süden, Puimoisson im Südwesten und Bras-d’Asse im Nordwesten.

### Erhebungen
- Sommet de l’Huby, 1285 m
- Mont-Denier, 1750 m

## Bevölkerungsentwicklung
| Jahr      | 1962 | 1968 | 1975 | 1982 | 1990 | 1999 | 2008 | 2012 |
| --------- | ---- | ---- | ---- | ---- | ---- | ---- | ---- | ---- |
| Einwohner | 102  | 85   | 86   | 115  | 121  | 151  | 156  | 148  |